# Анђелика Симић
Анђелика Симић (Велики Црљени, 28. децембар 1972) српска је позоришна и телевизијска глумица.

## Биографија
Пореклом из Великих Црљена, где је и похађала основну школу, а затим је образовање наставила у оближњем Лазаревцу, завршивши гимназију у овом месту. Током детињства, волела је да драматизује вицеве, у чему су јој помагали млађи брат Александар и сестра од тетке, Сташа. Иако је желела да се бави балетом и плесом, била је спречена да похађа школу која је постојала само у Београду.
Глуму је дипломирала у класи професора Боре Драшковића на Академији уметности Универзитета у Новом Саду.
У својству слободног уметника наступа у великом броју представа, више београдских позоришта.

## Филмографија
| Год.       | Назив                               | Улога                              |
| ---------- | ----------------------------------- | ---------------------------------- |
| 2000.е     |                                     |                                    |
| 2004.      | Журка                               | Марија                             |
| 2004.      | Смешне и друге приче                |                                    |
| 2006.      | Седам и по                          | Службеница у пошти                 |
| 2007.      | Премијер                            |                                    |
| 2007.      | Позориште у кући                    | Ирина Николић                      |
| 2008.      | Заустави време                      |                                    |
| 2008.      | На лепом плавом Дунаву              | Тетка из Немачке                   |
| 2009.      | На лепом плавом Дунаву (серија)     | Тетка из Немачке                   |
| 2010.е     |                                     |                                    |
| 2011.      | Мирис кише на Балкану (серија)      | Госпођа из Милана                  |
| 2014.      | Дечак                               | Мајка                              |
| 2015.      | Отаџбина                            | Радица                             |
| 2016.      | Добра жена                          | Лепа                               |
| 2016.      | Златни дечак                        | Нада                               |
| 2016—2017. | Сумњива лица                        | Анђа                               |
| 2019.      | Слатке муке                         | медицинска сестра у старачком дому |
| 2019.      | Ургентни центар (српска ТВ серија)  | Ирена                              |
| 2020.е     |                                     |                                    |
| 2022.      | Чудне љубави                        | директорка                         |
| 2022.      | Чудотворац Тумански                 | Ана                                |
| 2022.      | Радио Милева                        | Снежана                            |
| 2022.      | Ала је леп овај свет                | Исидора                            |
| 2019-2022. | Државни службеник (ТВ серија)       | Мајина мајка                       |
| 2023.      | Шетња с лавом                       | Исидора                            |
| 2023.      | Јужни ветар: На граници (ТВ серија) | Јелица                             |
| 2024.      | V ефекат                            | Горица Марчетић                    |